# Хост (Афганістан)
Хост (пушту خوست, дарі خوست Xōst) — місто в Афганістані, розташоване на південному сході країни, центр провінції Хост, знаходиться за 30 км від пакистанського кордону.
Аеродром Хоста слугував базою для військово-повітряних операцій спочатку СРСР, а потім і США.

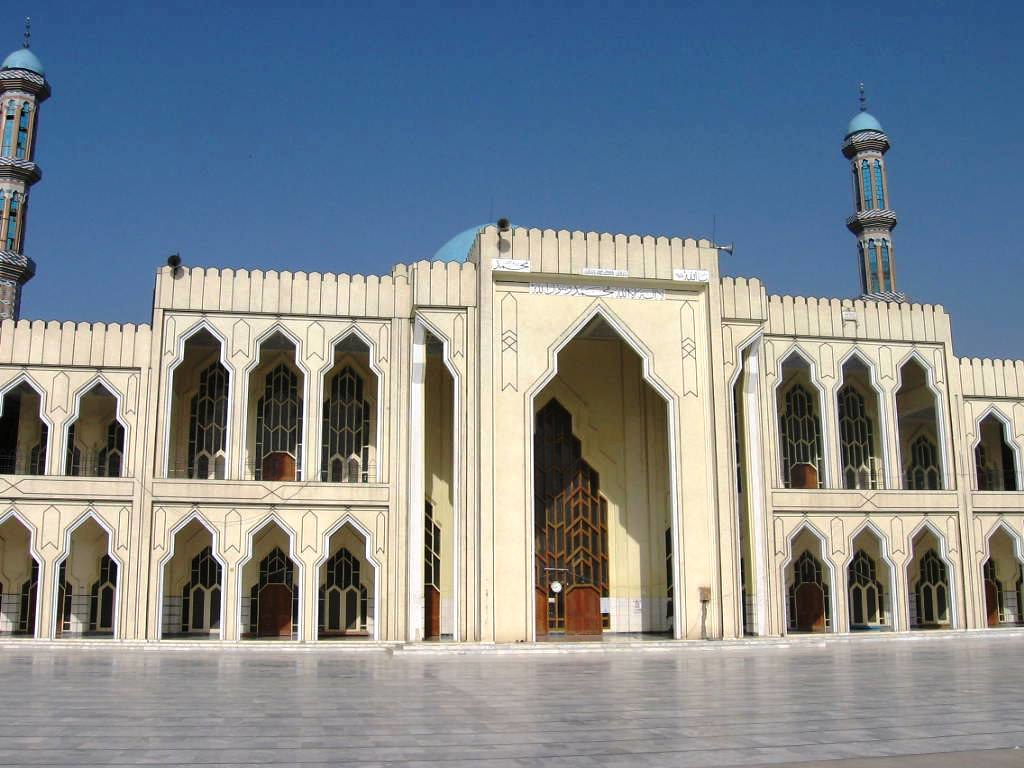
Мечеть у місті Хост

Також у місті Хост є університет.

## Бойові дії
Під час  Афганської війни 1979–1989 рр. місто було в облозі моджахедами приблизно 8 років. В 1998 році терористичний тренувальний табір був підданий ракетній атаці армією США.
12 травня 2009 року кілька груп озброєних бойовиків (талібів) увірвалися в Хост, зав'язався важкий бій з силами армії США та  Національної Армією Афганістану (АНА). За повідомленнями, напад здійснювало 10 терористів-смертників, сімом з яких вдалося себе підірвати, а троє були розстріляні співробітниками сил безпеки. У бою загинуло, щонайменше, чотири співробітники сил безпеки та декілька цивільних осіб.
4 квітня 2014 року в результаті теракту постраждали журналісти Ассошіейтед прес, що супроводжували працівників виборчої комісії.

## Клімат
Місто знаходиться у зоні, котра характеризується вологим субтропічним кліматом. Найтепліший місяць — липень із середньою температурою 26.9 °C (80.4 °F). Найхолодніший місяць — січень, із середньою температурою 5.2 °С (41.4 °F).
| Клімат Хоста            | Клімат Хоста | Клімат Хоста | Клімат Хоста | Клімат Хоста | Клімат Хоста | Клімат Хоста | Клімат Хоста | Клімат Хоста | Клімат Хоста | Клімат Хоста | Клімат Хоста | Клімат Хоста | Клімат Хоста |
| Показник                | Січ.         | Лют.         | Бер.         | Квіт.        | Трав.        | Черв.        | Лип.         | Серп.        | Вер.         | Жовт.        | Лист.        | Груд.        | Рік          |
| Середня температура, °C | 5,2          | 6,6          | 11,7         | 17,2         | 21,7         | 26,8         | 26,9         | 26,2         | 22,9         | 17,8         | 11,6         | 7            | 16,8         |
| Норма опадів, мм        | 28.2         | 56.7         | 71.6         | 67           | 43.2         | 23.5         | 77.9         | 65           | 32.5         | 10.6         | 12           | 22.3         | 510.5        |
| Днів з опадами          | 3,5          | 5,5          | 9,5          | 9,7          | 6,9          | 3,8          | 7,7          | 7,3          | 4,2          | 2,6          | 2,3          | 3            | 66           |
| Вологість повітря, %    | 58.9         | 60.7         | 59.8         | 55.5         | 46           | 41.8         | 58.2         | 62.2         | 55.3         | 50.3         | 51.5         | 56.3         | 54.7         |
| ----------------------- | ------------ | ------------ | ------------ | ------------ | ------------ | ------------ | ------------ | ------------ | ------------ | ------------ | ------------ | ------------ | ------------ |
| Джерело: Weatherbase    |              |              |              |              |              |              |              |              |              |              |              |              |              |